# Olivier Ferra
Olivier Ferra, né le 2 juillet 1967, est un illustrateur, un scénariste et un dessinateur de bande dessinée français.

## Biographie
En 2003 a lieu la publication de : Docteur Wong : Le repaire du serpent, histoire d'aventure, qu'il dessine sur un scénario de Patrice Buendia et Philippe Chanoinat.

## Œuvre

### Albums
- Docteur Wong, scénario de Patrice Buendia, Éditions Jet Stream

1. Le Repaire du serpent (2003)  (ISBN 2-915040-01-X)

- Jan, La fourmilière BD, 2011  (ISBN 978-2-358-82003-5)
- Karennis, La fourmilière BD

1. Comme des ombres sur la terre, 2008  (ISBN 978-2-9529797-5-7)
2. La rivière de l'espoir, 2009  (ISBN 978-2-9529797-7-1)

- Où la neige ne fond jamais, Lions des Neiges/Mont-Blanc

1. Où la neige ne fond jamais, scénario de Sylvain Sanchez, 2006  (ISBN 2-9524700-0-6)
2. Où la neige ne fond jamais 2, 2007  (ISBN 2-9524700-1-4)

## Récompenses
- Prix Sid Ali Melouah 2010[1]
- Prix BDécines du meilleur scénario 2012 pour Jan[2]